# Маримба
Маримба је музички инструмент који припада групи удараљки са одређеном висином тона. Донета је из Африке у Јужну Америку. Припада типу идиофона, а по својој конструкцији слична је ксилофону, с тим да маримба има дуже и шире дрвене плочице што јој даје дубљи тон, па би се могла назвати "ксилофон-бас". Плочице су од ружиног дрвета и ширине су 4,5 – 6,4 см. Испод сваке плочице налази се резонантна метална цев наштимована на основни тон, као на клавиру.
Музика маримбе, традиционални напеви и плесови из јужне пацифичке регије Колумбије и провинције Есмералдас у Еквадору уврштени су на Унескову листу нематеријалног културног наслеђа човечанства 2015. године.

## Историја
Ксилофони имају широку примену у музици западне и централне Африке. Име потиче од Банту маримбе или малимбе,  ксилофона. Реч 'маримба' је формирана од ма 'много' и 'римба једно-цевни ксилофон .
Диатонички ксилофони су уведени у Средњу Америку у 16. или 17. веку. Први историјски запис Маја музичара који користе маримбе са резонаторима од тикве у Гватемали је забележио је историчар Доминго Јуарос, 1680. године . Она је постала широко распрострањена током 18. и 19. века, када су Мајански и Ладино ансамбли почели да га користите на фестивалима. 1821, маримба је проглашена за национални инструмент у Гватемали на проглашењу независности.
Резонатори од тикве су касније замењени хармоничним дрвеним кутијама, а клавијатура је проширена на око пет диатоничних октава. Варијанте са плочицама направљеним од челика, стакла или бамбуса уместо дрвета појављују се у 19. веку.
1892, Коразон де Јесус Борас Морено, музичар из Чијапаса, проширио је маримбу хроматском скалом додавањем још једног реда звучних цеви, које по тону одговарају црним диркама на клавиру.

## Делови маримбе

### Плочице
Плочице се праве од дрвета или неког синтетичког материјала. Ружино дрво је најпожељнији материјал, док је Падаук приступачна алтернатива. Плочице направљене од синтетичких материјала генерално производе лошији квалитет звука у односу на дрвене, али су јефтиније и отпорније на временске услове

### Резонатори
Резонатори су цилиндричне цеви окачене испод плочица маримбе које су изграђене, обично, од алуминијума, а које су заслужне за раноликост тонова самог инструмента. Испод сваке плочице налази се по једна резонантна цев. Цеви су различитих дужина, конструисане и поређане тако да прате распоред тонова на клавиру. 
Дужина резонатора варира у зависности од фреквенције коју производи плочица. Вибрације из плочица одјекују док пролазе кроз цеви, које појачавају тон на начин врло сличан начину на који би појачало тело гитаре или чела. Код инструмената који прелазе 4½ октаве, дужина цеви потребне за бас ноте прелази висину инструмента. Неки произвођачи, као што су ДеМорров и Маллетецх, због тога савијају крајеве цеви.

### Палице (чекићи)
Ударањем гуменим палицама о плочице, добија се звук. Дршке палица су обично направљен од дрвета, најчешће брезе, а нешто ређе од ратана или фибергласа.

## Опсег
Не постоји стандардни распон маримбе, али најчешће распон је 4 октаве, 4.3 октава и 5 октава; величине у опсегу од 4.5, 4.6 и 5.5 октава су такође доступни.
- 4 октаве: Ц4 до Ц7.
- 4.3 октава: А2 до Ц7.3 се односи на три ноте испод 4 октавног инструмента. Ово је најчешћи опсег.
- 4.5 октава: Ф2 да Ц7..5 Значи "половина";
- 4.6 октава: Е2 на Ц7, једна напомена испод 4.5.
- 5 октава: Ц2 до Ц7, једна пуна октава испод 4 октаве инструмента.
- Бас опсег (варира, али нпр. у распону од Г1-Г3 или Ц2-Ф3)